# Drosophila paraimmigrans
Drosophila paraimmigrans är en tvåvingeart som beskrevs av Gai och Krishnamurthy 1986. Drosophila paraimmigrans ingår i släktet Drosophila och familjen daggflugor.
Artens utbredningsområde är Indien.